# Chlorobiales
Ordre
Synonymes
- Chlorobiales Garrity & Holt 2001

Les Chlorobiales sont un ordre de bactéries à Gram négatif de la classe des Chlorobiia. Son nom provient de Chlorobium qui est le genre type de cet ordre.

## Liste de familles
En 2022 selon la LPSN (12 décembre 2022), cet ordre ne comporte qu'une seule famille validement publiée, les Chlorobiaceae Copeland 1956.
Elle comporte également une famille Candidatus en attente de publication valide : « Ca. Thermochlorobacteraceae » corrig. Liu et al. 2012.